# Hulk (loď)

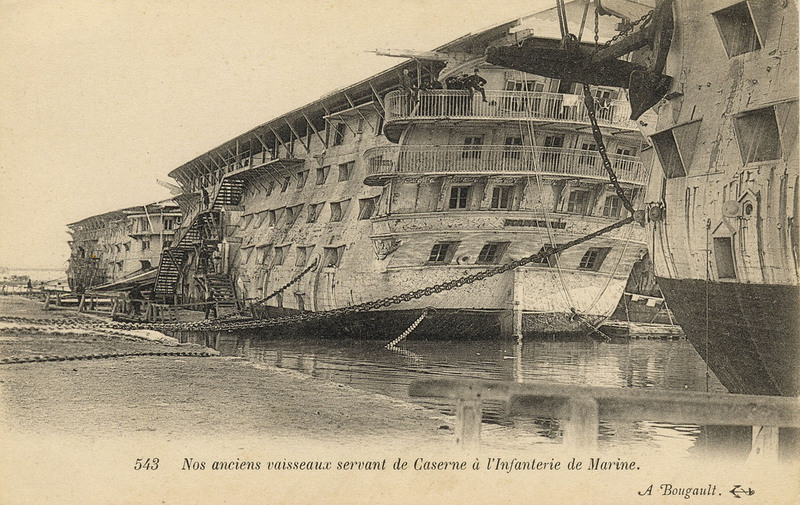
Hulk plachetní lodi Mars sloužil jako kasárna

Hulk (z angl.) je trup lodi, který je sice na vodě, ale nemá pohonné zařízení (stěžně, stroje), případně ani další vybavení. Výraz se obvykle používá pro lodi vyřazené z technických nebo ekonomických důvodů, které však stále slouží například jako skladiště, ubytovna nebo vězení. Někdy se užívá i pro rozestavěné lodi spuštěné na vodu, které ještě nejsou vybaveny zařízením.